# Elecciones provinciales de Columbia Británica de 1924
Las elecciones provinciales de Columbia Británica de 1924 ocurrieron el 20 de junio de ese año, para elegir miembros de la 16.ª legislatura de la provincia canadiense de Columbia Británica. La elección resultó en una victoria acotada para el oficialista Partido Liberal, que logró permanecer como el partido más votado. Sin embargo, no lograron repetir la mayoría absoluta, lo que desembocó en el primer parlamento colgado de la provincia. Con el apoyo de dos liberales independientes, el premier John Oliver logró mantenerse en el gobierno.
Los conservadores, liderados por el expremier William John Bowser, obtuvieron 17 escaños, perdiendo una vez más frente a los liberales. Una fuerza nueva en la provincia, el Partido Provincial de Columbia Británica, liderado por el general Alexander D. McRae logró imponerse en 3 distritos, mientras que el laborismo logró 3 escaños también.

## Contexto
La elección se llevó a cabo bajo un sistema mixto. La gran mayoría de distritos electorales eligieron un legislador, usando el escrutinio mayoritario uninominal, mientras que los distritos con más de un miembro ocuparon el escrutinio mayoritario plurinominal, más conocido como voto en bloque. 25 escaños fueron necesarios para la mayoría absoluta.

## Resultados
|  | 31.34 % |

|  | 1.03 % |

|  | 32.37 % |

|  | 29.45 % |

|  | 24.16 % |

|  | 11.30 % |

|  | 0.73 % |

|  | 1.99 % |

|  | 0.00 % |

|  | 0.00 % |

|  | 100.00 % |

|  | 0.00 % |